# 德乌尔加奥恩拉贾
德乌尔加奥恩拉贾（Deulgaon Raja），是印度马哈拉施特拉邦Buldana县的一个城镇。总人口24372（2001年）。

## 人口
该地2001年总人口24372人，其中男性12634人，女性11738人；0—6岁人口3469人，其中男1868人，女1601人；识字率71.11%，其中男性为78.79%，女性为62.84%。